# Monsieur de Chimpanzé
Monsieur de Chimpanzé est une opérette en un acte composée par Aristide Hignard, sur un livret de Jules Verne écrit en 1858, dont la première représentation eut lieu le 17 février 1858 aux théâtre des Bouffes-Parisiens.

## Argument
Van Carcass, du muséum de Rotterdam, s'est mis dans la tête de donner l'hospitalité à un chimpanzé, afin d'observer les réactions de l'animal dans un milieu humain. Mais le singe qu'il introduit dans sa demeure n'est autre qu'Isidore, vêtu d'une peau d'anthropoïde. Ce dernier a trouvé l'astuce pour pouvoir approcher la fille de Van Carcass, qu'il aime.

## Personnages
- Van Carcass, employé au muséum de Rotterdam.
- Etamine, sa fille.
- Baptiste, son domestique.
- Isidore, dit « de Chimpanzé », fils d'un tulipier de Rotterdam.

## Le livret
La différence entre Monsieur de Chimpanzé et les deux opéras-comiques précédents est frappante par le changement de ton. Ceux-ci conservaient une allure compassée, malgré, parfois, certains effets comme, par exemple, la brutalité dans Les Compagnons de la Marjolaine. Ici, c'est un ton burlesque, voire débridé, qui s'impose, à l'instar des livrets accompagnés de la musique de Jacques Offenbach ou d'Hervé. Monsieur de Chimpanzé est un cas très réussi de ces textes qui fourmillaient à l'époque et qui firent la renommée des Bouffes-Parisiens. Cela donne une idée de la faculté de Verne de passer d'un genre à l'autre, de Marivaux à Musset, de l'opéra-comique à la bouffonnerie. Cette facilité d'adaptation se retrouvera plus tard dans les Voyages extraordinaires, en perpétuel renouvellement.
Les personnages de la pièce débitent de longs monologues, truffés de calembours et de fautes comiques contre la logique, et retrouvent ainsi ces morceaux oratoires si présents dans les opéras-bouffes, particulièrement chez Hervé.

## La musique
Les compositions d'Aristide Hignard pour le livret ont, semble-t-il, été jugées peu intéressantes. G. Héquet note dans L'Illustration que « le Chimpanzé n'a été qu'une petite récréation passagère et sans conséquence… Hignard peut faire et il a fait déjà mieux que cela ». Et, pour prouver ses dires, il rappelle les « ouvrages plus importants » écrits par le musicien pour le Théâtre-Lyrique, sur des livrets de Verne. L'insertion d'une chica dans le courant de la pièce s'explique par le fait que ce motif était une « cheville » assez utilisée à l'époque, bien qu'il fût encore peu connu au moment de l'écriture de Monsieur de Chimpanzé. Il le sera beaucoup plus à la fin du siècle. D'origine africaine, la chica s'était développée dans les Antilles. Or, comme Nantes était le port de négriers antillais et que les deux auteurs avaient vu le jour dans cette ville, on peut penser à une réminiscence.
Robert Pourvoyeur, quant à lui, pense au sort qu'un tel livret aurait eu s'il avait été mis en musique par Jacques Offenbach.
L'opérette ne tint l'affiche que pour une quinzaine de représentations.
La partition de l'œuvre ne nous est pas parvenue.

## Commentaires
Un an après son mariage en 1857, Verne écrit Monsieur de Chimpanzé. Étonnante coïncidence, car la pièce a l'air d'inventer un nouvel adage : « Faire le singe pour se marier. » Jusqu'à sa mort, il gardera ses sarcasmes contre le mariage. Sans doute aucun, son union avec Honorine de Viane n'a pas eu d'effet positif sur sa misogamie. D'ailleurs, le personnage de Van Carcass déclame à sa fille : « J'ai entouré ton enfance des animaux les plus intéressants de la création, en attendant que je te trouve un mari. » Et, pour la première fois, un singe apparaît dans l'œuvre de Jules Verne. Ce ne sera pas la dernière. Les Voyages extraordinaires en regorgent, jusqu'au roman sur le chaînon manquant qu'est Le Village aérien. Mais c'est surtout dans L'Île mystérieuse qu'on retrouve le thème de la pièce, cette fois inversé. Dans Monsieur de Chimpanzé, on voit un homme jouant au singe ; dans le roman, Jup, l'orang-outang, devient presque humain en s'imposant comme un serviteur modèle.
L'effet comique principal du texte réside dans le fait que ni Baptiste ni Van Carcass ne s'aperçoivent qu'Isidore n'est pas un singe. En ce qui concerne Baptiste, cela peut paraître possible puisqu'il est décrit comme un être fruste. En revanche, pour Van Carcass, c'est autre chose. Voilà un savant qui travaille au muséum de Rotterdam et qui est incapable de reconnaître un vrai singe d'un faux. Encore un coup de griffe anti-saint-simonien de Verne, qui ne voit pas toujours les savants d'un bon œil. Il avait déjà abordé cet aspect dans Maître Zacharius ou l'horloger qui avait perdu son âme ; il reprendra le thème dans Une fantaisie du docteur Ox et dans d'autres romans ultérieurs. Un gouvernement mondial dirigé par ces personnages, voilà de quoi faire frémir l'auteur, qui leur reproche souvent d'être d'indignes et dangereux serviteurs de la science. En tout cas, Van Carcass nous apparaît grotesque et manquant sérieusement de perspicacité.

## Adaptation
- Un opéra tiré de la pièce a été créé en 2005 par Jean-Christophe Keck à Metz[14].

## Éditions
- Société Jules-Verne. Bulletin de la Société Jules-Verne 57 et tiré à part. 1981.